# 류드밀라 콘드라티예바
류드밀라 안드레예브나 콘드라티예바(러시아어: Людмила Андреевна Кондратьева, 1958년 4월 11일 ~ )는 소비에트 연방의 육상 선수로 1980년 하계 올림픽 100m 금메달리스트이다.
소비에트 연방 샤흐티에서 태어나 11세 때에 아동·청소년 스포츠 학교에서 육상을 시작하였다. 2년 후에는 로스토프나도누에 있는 학교에 들어가는 데 시험에 합격하고 1973년 소비에트 연방 국가대표 청소년 팀에 뽑혔다.
이듬해 정식적 국가 대표로 들어가 1975년 유럽 청소년 육상 선수권에서 200m 400m 릴레이 4위를 하였다. 1978년 유럽 육상 선수권에서 200m 우승을 하고, 400m 릴레이에서 또 다른 금메달을 획득하였다.
1980년 하계 올림픽의 우승 후보들 중의 하나로서, 경기가 열리기 전에 인정받지 못한 세계 기록으로 달리기도 하였다. 결승전은 첫 5명의 선수들이 1초의 1/10 안에 완료하면서 가까운 경주였다. 사진에 나온 완료는 콘드라티예바가 동독의 마를리스 괴르에게 0.01초 차이로 패한 것으로 보였다. 불행하게 콘드라티예바는 완료에서 자신의 햄스트링을 끌어당겨 200m와 400m 릴레이에 나가지 못하게 되었다.
1984년 로스앤젤레스 올림픽에 동구권의 불참으로 자신의 타이틀을 지키지 못하면서 은퇴하였다. 후에 복귀하여 1988년 하계 올림픽에 나와 100m 준결승전까지 도달하고, 400m 릴레이에서 동메달을 따냈다.